# Kees Boeke
Kees Boeke (IPA: /keˑɪ̯s 'bu:kə/; Amsterdam, 28 gennaio 1950) è un compositore e flautista olandese, nonché solista di viola da gamba e specialista in musica antica.

## Biografia
Kees Boeke è nato ad Amsterdam. Dopo gli studi presso il Conservatorio Reale dell'Aia (flauto con Frans Brüggen e violoncello con Anner Bijlsma), da cui si è laureato con il massimo dei voti, ha fondato l'ensemble Quadro Hotteterre. E 'stato per molti anni membro dell’Ensemble medievale e rinascimentale Syntagma Musicum (Kees Otten) e co-fondatore di  Sour Cream (1972), Little Consort Amsterdam (1978) e l’Ensemble medievale Mala Punica (1989). Nel 2001 comincia l’attività con il suo ensemble medievale Tetraktys.
Nel 1970 Kees Boeke ha iniziato l'insegnamento al Conservatorio Reale dell’Aia e nel 1975 allo Sweelinck Conservatorium a Amsterdam. Dal 1990 è stato docente per Flauto e Musica Antica presso l'Università di Musica e Teatro a Zurigo. Dal 2006 al 2014 è stato titolare della cattedra di musica medievale e rinascimentale presso l'Istituto di Musica Antica di Trossingen (Germania).
Inoltre ha condotto in tutto il mondo, seminari e masterclass per Flauto e Musica Antica - tra l'altro per l'Accademia Deller (Lacoste, Francia, 1972-1982), Corsi di Musica Antica Internazionali (Urbino, Italia, 1975-1982), e per il Festival di Musica Antica di Vancouver - ed è stato responsabile come direttore artistico per la Settimana Musicale di Pitiglian (1982-1986), i Corsi Internazionali di Musica Antica San Floriano (Polcenigo, Italia, 1983-1993). Dal 1989 ha collaborato con l'Accademia Musicale Chigiana di Siena, per la quale nel 1994 produsse I Vespri (Salmi a 4 Cori / Salmi per 4 cori, 1612) di Ludovico da Viadana. Recentemente (2016) ha istituito la Settimana Musicale del Trecento, corso di specializzazione in musica del trecento, nella città di Arezzo in Toscana.
Nel 1996, Kees Boeke ha iniziato il suo lavoro come direttore musicale per l'ensemble Cantica Symphonia con il quale ha effettuato registrazioni dei mottetti di Costanzo Festa e messe di Guillaume Dufay. È stato invitato come direttore ospite dal gruppo vocale e strumentale "L'Homme Armé" di Firenze e l'ensemble Ars Nova Copenhagen per concerti in Olanda, Belgio e Danimarca. Nel corso degli anni, ha collaborato con l'Hilliard Ensemble in concerti e registrazioni di musiche di Heinrich Isaac, Orlando di Lasso, e Philippe de Monte, nonché con il Ricercar Consort di Philippe Pierlot ed il Concerto delle Viole di Roberto Gini.
Kees Boeke ha registrato oltre 70 dischi e CD per Teldec, Das Alte Werk, EMI, RCA, Nuova Era, Channel Classics, Arcana, Symphonia, Attacca, Erato, Philips, Stradivarius, Glossa , Mirare e la sua propria etichetta Olive Music. Nel campo della musica contemporanea, lui e Antonio Politano hanno formato Duix, un duo che si specializza nella musica contemporanea per flauto dolce contrabasso e live- elettronica. Inoltre, Kees Boeke è attivo come compositore (Donemus, Amsterdam, Sheetmusicnow.com) ed editore di musica antica e contemporanea (Zen-On, Tokyo, Schott, Londra) 
Dal 2001 ha lavorato a stretto contatto con il Prof. Laurenz Lütteken (Università di Zurigo) in progetti e seminari nel campo della musica medievale, rinascimentale e barocca. Nel 2003, ha iniziato la sua etichetta CD, Olive Music, insieme a sua moglie, la cantante Jill Feldman. Inoltre, i due fondarono un nuovo ensemble "Tetraktys" per la musica medievale. I programmi di Tetraktys comprendono, tra l'altro, il Trecento toscano, Chansons di Dufay e contemporanei, il Codice Squarcialupi, la registrazione integrale del Codice di Chantilly, opere di Ciconia, le opere sacre e profane di Matteo da Perugia, il Canzoniere di Johannes Heer ecc.
Dal 1980 vive in Toscana ed è produttore di Olio extra vergine di oliva.

## Composizioni
- 1970 "4 in 3 in 2 in 1"
- 1971 "Tombeau de Hotteterre "
- 1974 "The history dump 2351"
- 1979 "The Chain"
- 1985 "The Circle"
- 1992 "The Song"
- 1993 "'The unfolding"
- 1997 "VCS 7"
- 2003 "Susanna's Dream"
- 2003 "AHP (Aer)"